# Ustawa o bezprawności reżimu komunistycznego i oporze przeciw niemu

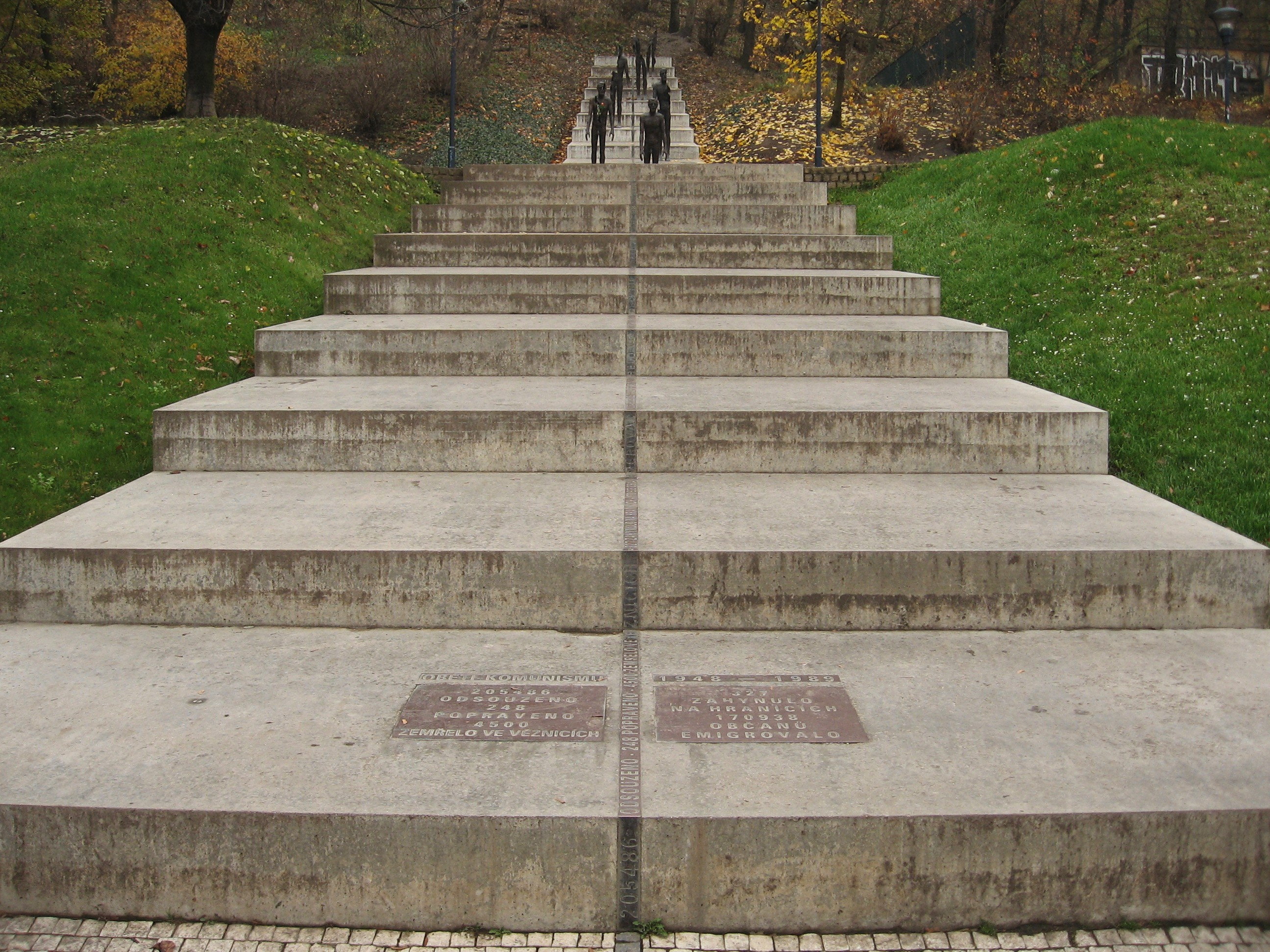
Pomnik Ofiar Komunizmu w Pradze.

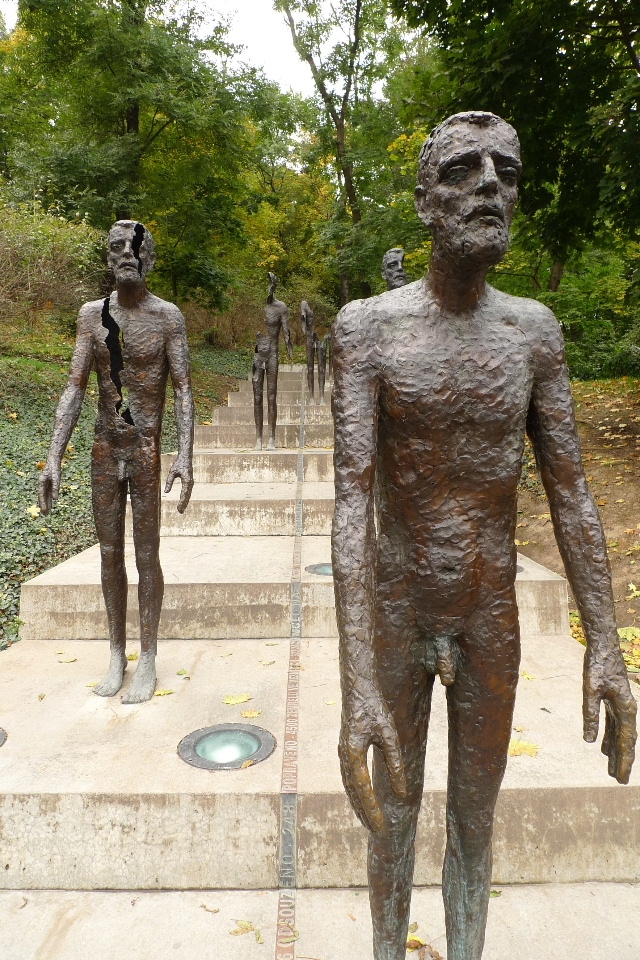
Pomnik Ofiar Komunizmu w Pradze

Ustawa o bezprawności reżimu komunistycznego i oporze przeciw niemu (cz. Zákon o protiprávnosti komunistického režimu, a o odporu proti němu, ustawa nr 198/1993 Sb.) – akt prawny uchwalony 9 lipca 1993 przez Parlament Czech. Zgodnie z nim, czechosłowacki reżim komunistyczny (25 lutego 1948–17 listopada 1989) był zbrodniczy, bezprawny oraz godny potępienia, a Komunistyczna Partia Czechosłowacji była zasługującą na potępienie organizacją kryminalną.
Większość dokumentu sformułowana została jako deklaracja. Praktyczne znaczenie z punktu widzenia prawa mają:
- § 3 według którego opór obywateli przeciw reżimowi był legitymowany, sprawiedliwy, moralnie odpowiedzialny i godny poszanowania,
- § 5 hamujący na okres trwania reżimu proces przedawnienia karalności przestępstw, jeżeli z powodów politycznych nie było wszczęte lub skończone postępowanie karne,
- § 6 nakazujący sądom w pewnych wypadkach zniesienie albo obniżenie wymiaru kary za przestępstwa, jeżeli czyn skazanego miał za cel obronę podstawowych praw człowieka,
- § 8 upoważniający rząd do naprawy niektórych krzywd wyrządzonych ofiarom reżimu (rząd na podstawie tego postanowienia uchwalił wypłacenie specjalnych kwot jako dodatków do emerytury ofiarom reżimu komunistycznego).

Posłowie komunistyczni zainicjowali przed sądem konstytucyjnym postępowanie o niezgodność ustawy z porządkiem konstytucyjnym Republiki Czeskiej. Sąd w orzeczeniu z 21 grudnia 1993 oświadczył, że wniosek oddalił.